# Peter Johannes Hoebers

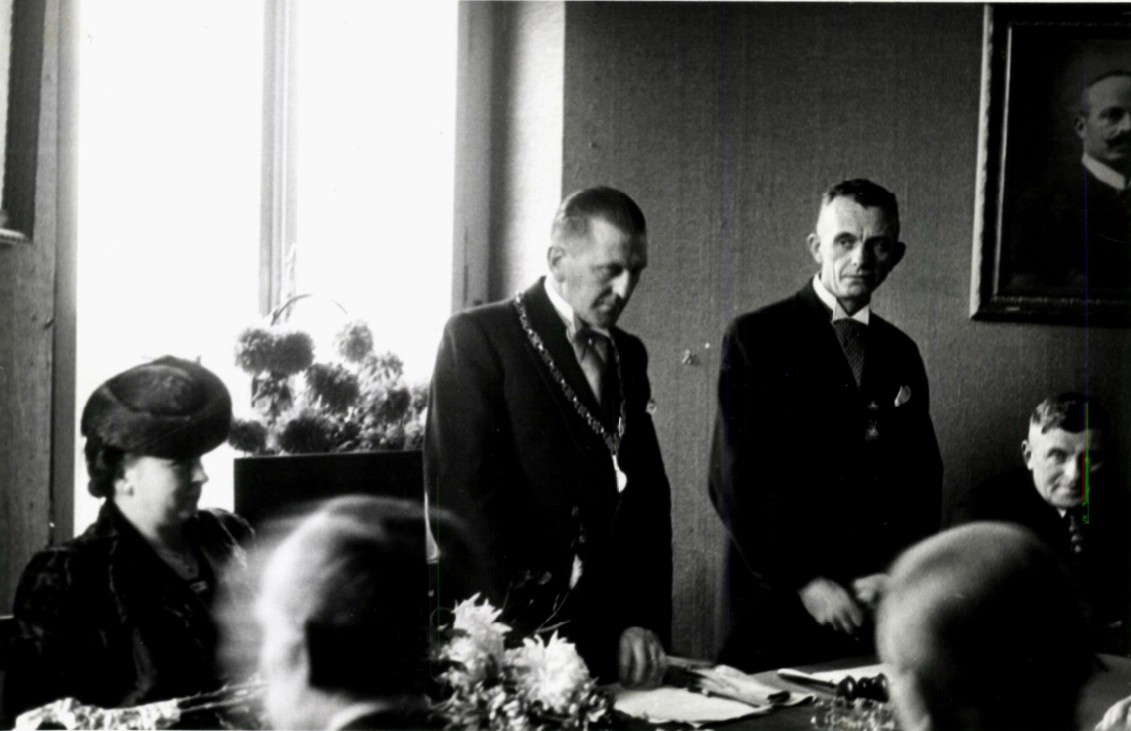
Installatie van burgemeester Cremers door waarnemend burgemeester Hoebers in 1946.

Peter Johannes Hoebers (Helden-Panningen, 11 juni 1905 – Haelen, 27 december 1953) was een Nederlands politicus. 
Hij werd geboren als zoon van Peter Jan Hoebers (1873-1947; hoefsmid) en Gertrudis Houwen (1870-1942). Hij werkte als ambtenaar ter secretarie en was vanaf 1944 enige tijd waarnemend burgemeester van Helden. 
In 1948 volgde zijn benoeming tot burgemeester van Haelen. Tijdens dat burgemeesterschap overleed Hoebers eind 1953 op 48-jarige leeftijd.